# Daily Worker
O Daily Worker foi um jornal publicado na cidade de Nova York pelo Partido Comunista dos EUA, uma antiga organização afiliada ao Comintern.